# Раптовий страх
Раптовий страх (англ. Sudden Fear) — американський фільм-нуар режисера Девіда Міллера 1952 року.

## Сюжет
Актор Лестер Блейн майже отримав роль у новій п'єсі Світи Хадсон, але Світу зняла його з ролі, тому що на її думку, він не схожий на «романтичного красивого чоловіка».
На поїзді від Нью-Йорка до Сан-Франциско, Блейн має намір довести їй, що вона не права… зачарувати її. Чи дійсно він є щирим, або він має темний прихований мотив? Відповідь нагадує гру кота і миші; але хто є котом, а хто — миша?

## У ролях
- Джоан Кроуфорд — Майра Хадсон
- Джек Паланс — Лестер Блейн
- Глорія Грем — Айрін Нівс
- Брюс Беннетт — Стів Кірні
- Вірджинія Хастон — Енн Тейлор
- Майк Коннорс — Джуніор Кірні

## Визнання
В 1953 році фільм був удостоєний чотирьох номінацій на Оскар в наступних категоріях:
- За найкращу жіночу роль (Джоан Кроуфорд),
- найкращий актор в ролі другого плану (Джек Пеланс),
- найкраща операторська робота у чорно-білому кіно (Чарльз Ленг),
- найкращий дизайн костюмів (Шила О'Браєн).

У тому ж році Джоан Кроуфорд була номінована на Золотий глобус як найкраща акторка драматичного кіно.